# She-Ra: Princess of Power
She-Ra: Princess of Power är en amerikansk tecknad TV-serie producerad av Filmation och ursprungligen sänd i syndikering under perioden 9 september 1985-5 december 1987. Den är en spinoff på He-Man and the Masters of the Universe.
Repriser sändes av USA Network mellan september 1988 och september 1989. Repriserna har senare visats av Qubo Night Owl Block, samt Retro Television Network, och Teletoon Retro i Kanada.

## Serien
Första säsongen sändes fem dagar i veckan, precis som He-Man, medan andra säsongen var begränsad till lördag morgon. Då serien avslutades 1987 nämndes She-Ra aldrig mer i någon version av He-Man. Det fanns planer på att låta She-Ra komma tillbaka i samband med 2002 års He-Man and the Masters of the Universe, men den serien avbröts innan detta hände.

## Hemvideoutgivningar
BCI Eclipse LLC (under licens från Entertainment Rights) släppte all 94 avsnitt av She-Ra: Princess of Power på DVD i Region 1 i 3 volymer åren 2006-2007.  Varje volym innehåller bonusmaterial som dokumentärer, figurprofiler, DVD-ROM med mera. 2009 hade dessa DVD-släpp upphört då BCI Eclipse lagts ner.
Den 31 maj 2010 meddelade Classic Media att de tänkte återlansera serien på DVD i Region 1.  De släppte säsong 1, volym 1 den 28 september 2010.  Till skillnad från BCI Eclipse, innehöll denna version färre episoder, två skivor med 20 avsnitt. Den 24 januari 2011 gav Classic Media ut "She-Ra: The Princess of Power - The Complete Series".
Den 19 oktober 2009 släppte Universal Pictures UK (under licens från Classic Media) säsong 1 i Storbritannien, exklusivt via återförsäljaren HMV. Serien blev enbart tillgänglig i deras butiker, samt genom deras webbplats.
I Region 4 släppte Madman Entertainment hela serien på DVD i Australien uppdelad i 3 volymer (likt BCI Eclipse).
| DVD-namn            | Avsnitt# | Släpptdatum            | Släpptdatum     | Släpptdatum |
| DVD-namn            | Avsnitt# | Region 1               | Region 4        |             |
| ------------------- | -------- | ---------------------- | --------------- | ----------- |
| Säsong 1, Volum 1   | 33       | 7 november 2006 (BCI)  | 15 mars 2007    |             |
| Säsong 1, Volum 2   | 33       | 3 april 2007 (BCI)     | 16 augusti 2007 |             |
| Säsong 2            | 28       | 4 september 2007 (BCI) | 5 december 2007 |             |
| The Complete Series | 94       | 24 januari 2011        | 24 juni 2009    |             |

## Reboot
2018 hade serien She-Ra och prinsessrebellerna, producerad av Dreamworks Animation premiär på Netflix.

### Fotnoter
1. ↑  ”Qubo To Launch New Slate of Kids Shows”. Animation World Network. 12 maj 2010. http://www.awn.com/news/cartoons/qubo-launch-new-slate-kids-shows. Läst 15 maj 2010.
2. ↑  ”Qubo to Launch New Slate of Kids Shows Beginning This Summer Through Fall 2010”. Business Wire. 11 maj 2010. http://www.businesswire.com/portal/site/home/permalink/?ndmViewId=news_view&newsId=20100511006745&newsLang=en. Läst 15 maj 2010.
3. ↑  ”Qubo Channel Kicks off Fall 2010 Lineup Starting Monday, September 27”. Business Wire. 14 september 2010. http://www.businesswire.com/news/home/20100914006529/en. Läst 14 september 2010.
4. ↑  ”RTV Bringing Back Retro Saturday Morning TV”. TVNewsCheck. 5 augusti 2010. Arkiverad från originalet den 25 maj 2012. https://archive.is/20120525124800/http://www.tvnewscheck.com/article/44253/rtv-bringing-back-retro-saturday-morning-tv. Läst 8 augusti 2010.
5. ↑  ”TV Listings: KAZTDT2 (KAZT-DT2), 2 oktober 2010”. Zap2it. Arkiverad från originalet den 5 april 2012. https://web.archive.org/web/20120405092222/http://tvlistings.zap2it.com/tvlistings/ZCSGrid.do?sgt=list&fromTimeInMillis=1286002800000&stnNum=61548. Läst 20 september 2010.
6. ↑  ”The Best of She-Ra: Princess of Power Review”. IGN.com. http://uk.dvd.ign.com/articles/723/723078p1.html. Läst 21 september 2009.
7. ↑  ”She-Ra’s Second Due in Sept.”. Animation Magazine. http://www.animationmagazine.net/article/7069. Läst 7 mars 2010.
8. ↑  http://www.dvdempire.com/Exec/v4_item.asp?item_id=1241763
9. ↑  http://www.dvdempire.com/Exec/v4_item.asp?item_id=1290368
10. ↑  http://www.dvdempire.com/Exec/v4_item.asp?item_id=1359328
11. ↑  ”Site News - PRESS RELEASE: Navarre Shuts Down BCI, Makers of He-Man, Day Break, Price is Right and other DVDs”. TVShowsOnDVD.com. Arkiverad från originalet den 31 maj 2010. https://web.archive.org/web/20100531025036/http://www.tvshowsondvd.com/news/Site-News-BCI-Shut-Down/11064#ixzz0wWpIELRs. Läst 31 maj 2010.
12. ↑  ”Arkiverade kopian”. Arkiverad från originalet den 14 oktober 2012. https://web.archive.org/web/20121014004352/http://www.tvshowsondvd.com/news/She-Ra-Princess-Power-more-dvds-announced/13839. Läst 9 maj 2012.
13. ↑  ”Arkiverade kopian”. Arkiverad från originalet den 17 oktober 2012. https://web.archive.org/web/20121017093200/http://www.tvshowsondvd.com/news/She-Ra-Princess-Power-The-Complete-Series/14264. Läst 9 maj 2012.
14. ↑  ”Arkiverade kopian”. Arkiverad från originalet den 22 september 2012. https://web.archive.org/web/20120922095102/http://hmv.com/hmvweb/displayProductDetails.do?ctx=280;0;-1;-1;-1&sku=277212. Läst 4 augusti 2011.
15. ↑  ”Arkiverade kopian”. Arkiverad från originalet den 28 juni 2007. https://web.archive.org/web/20070628220146/http://www.ezydvd.com.au/item.zml/791281. Läst 4 augusti 2011.
16. ↑  ”Arkiverade kopian”. Arkiverad från originalet den 6 september 2007. https://web.archive.org/web/20070906073331/http://www.ezydvd.com.au/item.zml/791282. Läst 4 augusti 2011.
17. ↑  ”Arkiverade kopian”. Arkiverad från originalet den 28 december 2007. https://web.archive.org/web/20071228111848/http://www.ezydvd.com.au/item.zml/796586. Läst 4 augusti 2011.
18. ↑  http://www.dvdempire.com/Exec/v4_item.asp?item_id=1562202
19. ↑  ”Arkiverade kopian”. Arkiverad från originalet den 15 maj 2011. https://web.archive.org/web/20110515085730/http://www.ezydvd.com.au/item.zml/805812. Läst 4 augusti 2011.